# Щ-403
Щ-403 (до 16 мая 1937 — Щ-315) — советская дизель-электрическая торпедная подводная лодка времён Второй мировой войны, принадлежит к серии X проекта Щ — «Щука». Входила в состав Балтийского флота и Северного флота.

## История строительства
Лодка была заложена 25 декабря 1934 года на заводе № 189 «Балтийский завод» в Ленинграде под строительным номером 261 и названием Щ-315, спущена на воду 31 декабря 1935 года. Предполагалось присвоить наименование «Ягуар». 26 сентября 1936 года вступила в строй и вошла в состав Балтийского флота ВМФ СССР.

## История службы
16 мая 1937 года корабль получил название Щ-403, в мае-июне был переведён по Беломорско-Балтийскому каналу на Северный флот, где 19 июня вошёл в состав 2-го дивизиона подводных лодок. В советско-финской войне Щ-403 участия не принимала, так как находилась в ремонте.

### Великая Отечественная война
Начало Великой Отечественной войны Щ-403 встретила на завершающем этапе ремонтных работ в Полярном. После возвращения в строй была переведена на Йоканьгскую военно-морскую базу и в июле-сентябре 1941 года совершила три патрулирования в горле Белого моря. 17 сентября обнаружила вражескую подводную лодку U-132, но не смогла выйти в позицию для атаки.
19 февраля 1942 года, во время третьего боевого похода, под командованием капитан-лейтенанта Семёна Коваленко, участвовала в операции по высадке на вражеском берегу разведчиков. После высадки, когда лодка в надводном положении уходила из Порсангер-фьорда, в условиях плохой видимости, она внезапно была атакована с кормы немецким минным заградителем Brummer и тральщиком M1503. Командир лодки оказался на мостике и был тяжело ранен, а лодка получила пробоину в третьем отсеке прочного корпуса. Штурман дал команду на экстренное погружение, при этом командир был оставлен на мостике. Немцы подняли его из воды, ампутировали раненую ногу, допросили и отправили в лагерь военнопленных в Германии, где его дальнейшие следы потеряны. Этот эпизод нашёл отражение в сценарии фильма Командир счастливой «Щуки».
В свой последний поход Щ-403 вышла 2 октября 1943 года в район Конгсфьорда. Точной информации о судьбе подводной лодки нет, наиболее вероятной причиной называется гибель на мине.
Всего за годы войны Щ-403 совершила 14 боевых походов, в которых провела 165 суток, выполнила 11 торпедных атак с пуском 37 торпед, поражения целей не добилась.

## Награды
- 24 июля 1943 года — Орден Красного Знамени — награждена указом Президиума Верховного Совета СССР от 24 июля 1943 года за образцовое выполнение боевых заданий командования на фронте борьбы с немецкими захватчиками и проявленные при этом доблесть и мужество.

## Командиры
- 14 июня 1936 — 19 сентября 1937: И. Е. Ефимов
- 19 сентября 1937 — 28 июня 1938: А. А. Жуков
- 1938 — 29 октября 1939: Ф. М. Ельтищев
- 29 октября 1939 — 19 февраля 1942: капитан-лейтенант Семён Иванович Коваленко
- 19 февраля — март 1942: врио, помощник командира капитан-лейтенант Павел Васильевич Шипин[3]
- февраль 1942 — октябрь 1943: капитан 3-го ранга Константин Матвеевич Шуйский[3]